# Championnat de France féminin de hockey sur glace 2017-2018
Saison précédente Saison suivante
La saison 2017-2018 est la 32e édition du Championnat de France féminin de hockey sur glace.

## Saison régulière
Douze équipes sont engagées en élite féminine et elles sont divisées en deux poules :
- poule Nord : Gothiques d'Amiens, Jokers de Cergy-Pontoise, Jets d'Évry Viry, Bisons de Neuilly-sur-Marne/St-Ouen, Pays de la Loire, Remparts de Tours ;
- poule Sud : Aigles de Besançon, Brûleurs de loups de Grenoble, Hockey Féminin 74, Occitanie, PACA, Bouquetins du HCMP.

La saison régulière a lieu entre le 23 septembre 2017 et le 24 mars 2018 et les équipes sont regroupées par implantation géographique.
Les points sont attribués de la façon suivante :
- victoire dans le temps règlementaire : 3 points ;
- victoire en prolongation ou aux tirs au but : 2 points ;
- défaite en prolongation ou aux tirs au but : 1 point ;
- défaite dans le temps règlementaire : 0 point.

### Poule Nord
| Résultats (▼dom., ►ext.)                                           | AMI    | CER     | ÉVY  | N/S  | LOI  | TRS    |
| Amiens                                                             |        | 7-6 Pr. | 13-4 | 3-1  | 12-0 | 4-5    |
| Cergy-Pontoise                                                     | 4-3 TF |         | 20-0 | 4-5  | 38-1 | 3-4 TF |
| Évry/Viry                                                          | 2-9    | 1-7     |      | 2-6  | 19-2 | 0-6    |
| Neuilly/St-Ouen                                                    | 2-9    | 2-4     | 10-0 |      | 25-0 | 4-2    |
| Pays de la Loire                                                   | 0-29   | 0-32    | 0-24 | 0-19 |      | 0-30   |
| Tours                                                              | 2-4    | 3-2 Pr. | 7-2  | 6-2  | 20-1 |        |
| - Victoire à domicile - Victoire à l'extérieur - Match non disputé |        |         |      |      |      |        |

| Clt   | Équipe           | PJ | V | VP | D | DP | BP  | BC  | Pts |
| ----- | ---------------- | -- | - | -- | - | -- | --- | --- | --- |
| +001, | Amiens           | 10 | 7 | 1  | 1 | 1  | 93  | 26  | 24  |
| +002, | Tours            | 10 | 6 | 2  | 2 | 0  | 87  | 22  | 22  |
| +003, | Cergy-Pontoise   | 10 | 5 | 1  | 1 | 3  | 120 | 26  | 20  |
| +004, | Neuilly/St-Ouen  | 10 | 6 | 0  | 4 | 0  | 76  | 30  | 18  |
| +005, | Évry/Viry        | 10 | 2 | 0  | 8 | 0  | 54  | 80  | 6   |
| +006, | Pays de la Loire | 9  | 0 | 0  | 9 | 0  | 4   | 250 | 0   |

- Équipe qualifiée pour la phase finale

### Poule Sud
| Résultats (dom.\ext.)                                              | BES  | CMP  | GRE  | HF74 | OCC     | PACA |
| Besançon                                                           |      | 1-0  | 9-0  | 4-0  | 4-1     | 22-0 |
| Courchevel-Méribel-Pralognan                                       | -    |      | -    | 0-3  | 3-4 Pr. | 11-1 |
| Grenoble                                                           | 1-14 | 2-5  |      | 3-6  | 0-5     | 8-0  |
| Hockey Féminin 74                                                  | 4-5  | 9-0  | 14-0 |      | 8-0     | 10-0 |
| Occitanie                                                          | 1-3  | 5-1  | 8-1  | 1-4  |         | 18-0 |
| Provence-Alpes-Côte d'Azur                                         | 0-10 | 0-18 | 1-4  | 0-9  | 0-10    |      |
| - Victoire à domicile - Victoire à l'extérieur - Match non disputé |      |      |      |      |         |      |

| Clt   | Équipe                       | PJ | V | VP | D  | DP | BP | BC  | Pts |
| ----- | ---------------------------- | -- | - | -- | -- | -- | -- | --- | --- |
| +001, | Besançon                     | 9  | 9 | 0  | 0  | 0  | 72 | 7   | 27  |
| +002, | Hockey Féminin 74            | 10 | 8 | 0  | 2  | 0  | 67 | 13  | 24  |
| +003, | Occitanie                    | 10 | 5 | 1  | 4  | 0  | 53 | 24  | 17  |
| +004, | Courchevel-Méribel-Pralognan | 8  | 3 | 0  | 4  | 1  | 38 | 25  | 10  |
| +005, | Grenoble                     | 9  | 2 | 0  | 7  | 0  | 19 | 62  | 6   |
| +006, | Provence-Alpes-Côte d'Azur   | 10 | 0 | 0  | 10 | 0  | 2  | 120 | 0   |

- Équipe qualifiée pour la phase finale

## Phase finale
Les deux meilleures équipes de chaque poule s'affrontent au sein d'un tournoi final les 31 mars, 1er et 2 avril à Chamonix.
| Résultats (dom.\ext.)                                              | AMI | BES | HF74 | TRS     |
| Amiens                                                             |     | 2-3 | 4-2  | 4-1     |
| Besançon                                                           |     |     | 3-1  | 2-1 Pr. |
| Hockey Féminin 74                                                  |     |     |      | 5-2     |
| Tours                                                              |     |     |      |         |
| - Victoire à domicile - Victoire à l'extérieur - Match non disputé |     |     |      |         |

| Clt   | Équipe            | PJ | V | VP | D | DP | BP | BC | Pts |
| ----- | ----------------- | -- | - | -- | - | -- | -- | -- | --- |
| +001, | Besançon          | 3  | 2 | 1  | 0 | 0  | 8  | 4  | 8   |
| +002, | Amiens            | 3  | 2 | 0  | 1 | 0  | 10 | 6  | 6   |
| +003, | Tours             | 3  | 1 | 0  | 2 | 0  | 8  | 9  | 3   |
| +004, | Hockey Féminin 74 | 3  | 0 | 0  | 2 | 1  | 4  | 11 | 1   |

- Équipe championne de France